# Kościół św. Jerzego w Warszawie
Kościół św. Jerzego – kościół, który znajdował się przy ul. Świętojerskiej na Nowym Mieście w Warszawie. Rozebrany pod koniec XIX wieku.

## Historia
Kościół został wzniesiony na początkowym odcinku ulicy, w pobliżu skrzyżowania z ul. Freta. Powstał z fundacji książęcej już po roku 1313 przy azylu rycerskim. Azyl ten znajdujący się za murami Starej Warszawy służył za miejsce noclegu dla tych, którzy nie zdążyli do miasta przed zamknięciem bram o zmroku. Później kościół został przejęty przez opactwo czerwińskie i utworzono przy nim prepozyturę zakonną kanoników regularnych.
Około roku 1454 z fundacji księcia Bolesława IV zwanego warszawskim wzniesiono na miejscu pierwotnej, drewnianej świątyni murowany, gotycki kościół i klasztor kanoników. W latach 1547–48 został przebudowany przez muratora Jana Baptystę Wenecjanina, chętnie sięgającego do motywów włoskiego renesansu.
W miarę rozwoju miasta azyl rycerski przestał być tu potrzebny, a kościół stał się siedzibą parafii. Wokół kościoła znajdował się cmentarz dla najuboższych mieszkańców Starej Warszawy, a także dla samobójców i zmarłych z ręki kata. Budynki kościelne zniszczone częściowo w czasie wojen szwedzkich chylił się upadkowi.
Po kasacie zakonu kanoników regularnych w roku 1818 jego nieruchomości przeszły na własność Skarbu Państwa. Przez kilka lat mieściła się w nich komora celna. Później zostały one wydzierżawione spółce Józefa Morissa oraz Tomasza Evansa. Spółka umieściła w zabudowaniach przykościelnych fabrykę maszyn i odlewów (Odlewnia i Rządowa Fabryka Machin). Józef Moriss odszedł ze spółki w roku 1824, trzydzieści lat później, w roku 1854 do rodzinnego interesu Evansów dołączyli zarządcy Rządowej Fabryki Machin przy ul. Solec: Stanisław Lilpop i Wilhelm Rau, którzy odkupili od Evansów przedsiębiorstwo w roku 1866. W roku 1868 do spółki dołączył trzeci udziałowiec, belgijski baron Seweryn Loewenstein, i od roku 1872 przedsiębiorstwo działało pod firmą Towarzystwo Przemysłowe Zakładów Mechanicznych Lilpop, Rau i Loewenstein Spółka Akcyjna, lub krócej – Lilpop, Rau i Loewenstein.
Około roku 1860 zburzono wieżę dawnego kościoła św. Jerzego, a w 1862 ulicę Świętojerską poszerzono i uregulowano – po tym okresie rozebrano fragment prezbiterium kościoła. Dzwon z wieży kościoła św. Jerzego trafił ostateczne na Służew do kościoła św. Katarzyny.
W roku 1881 zakłady „Lilpop, Rau i Loewenstein” wyprowadziły się na Solec, zaś w kościele świętojerskim od roku 1893 działała manufaktura firanek i wyrobów koronkowych Towarzystwo Akcyjne M.S. Feinkind.
Podczas modernizacji i rozbudowy nowej siedziby w latach 1893-1896, Feinkindowie rozebrali większą część murów kościoła, zaś w roku 1913 uzyskali zezwolenie Magistratu na budowę hali targowej, zwanej Halą Świętojerską. Hala i okoliczna zabudowa uległa zniszczeniu w czasie powstania warszawskiego.
Po wojnie w czasie rozbiórki ruin Hali Świętojerskiej w latach 1945–1947 odsłonięto fragment gotyckich murów północno-zachodniego narożnika kościoła św. Jerzego. Zostały one rozebrane w 1962.